# Kampong Seila
Kampong Seila är ett distrikt i Kambodja.   Det ligger i provinsen Koh Kong, i den sydvästra delen av landet, 120 km väster om huvudstaden Phnom Penh.